# 郭海峰
郭海峰（1966年10月11日—），河南安阳人，是曾經参与六四事件的學生領袖。
曾為北京大學學生，是北京大學團結學生會籌備委員會創建者之一。1984年9月至1988年6月，郭海峰在华中师范大学英语系读书。1988年9月进入北京大學国际政治专业，攻读第二学位。1989年6月4日被警方逮捕。1991年1月26日被以《中華人民共和國刑法》反革命破壞罪被判四年徒刑。1993年2月16日與另一名六四事件學生領袖王丹一起獲得假釋。1996年8月以《中華人民共和國刑法》流氓罪被判五年徒刑，因病于2001年2月提前半年获释。而他後來又成為李寧有限公司附屬企業之顧問。现在已经回到安阳原籍，靠打零工维持生活。与前妻离婚后有一女。现任妻子是外省人。